# Desfragmentação
Desfragmentação consiste em um processo de eliminação da fragmentação de dados de um sistema de arquivos. A eliminação de fragmentação é feita reordenando o espaço de armazenamento, fazendo com que todo arquivo esteja armazenado de forma contígua (unida) e ordenada, e também criando espaços livres contínuos, de forma a evitar a fragmentação de dados.

## Fragmentação Informática
A fragmentação ocorre quando o sistema operacional não consegue armazenar determinado arquivo de uma vez só. Gravando-o em diferentes regiões. Esse evento é muito comum no sistema operacional Windows, mas acontece também em outras plataformas, só que em uma escala menor [carece de fontes?]. A fragmentação também pode acontecer na memória principal (memória RAM), mas é muito mais comum acontecer em memórias secundárias, tais como discos rígidos, disquetes e cartões de memória.
Ler e gravar dados em um disco rígido que esteja muito fragmentado acaba se tornando um processo muito demorado, já que as cabeças de leituras terão de se mover mais; e o processo de leitura e escrita em disco é milhões de vezes mais lento que o mesmo processo em CPU.

## Processo de desfragmentação
Para aumentar o desempenho nos processos de leitura e escrita de dados, é necessário utilizar alguma ferramenta de desfragmentação. A desfragmentação consiste de unir fragmentos de dados, de modo a optimizar o tempo de leitura e escrita e o espaço livre em disco. O processo de desfragmentação em memória principal ocorre de modo a compactar os processos, para que estes ocupem posições contíguas e deixar em espaço livre contíguo, ou também ocorre com o processo de paginação de memória.
Uma ferramenta de desfragmentação atua movendo os arquivos dentro do espaço livre disponível, de modo a desfazer a fragmentação. Devido a isso, essa ferramenta não pode ser utilizada em discos que não tenham espaço livre. Ao mover os dados de maneira física, a localização lógica dos arquivos não é alterada, sendo definida pela localização interna na estrutura do diretório.
Para facilitar um pouco o trabalho da ferramenta de desfragmentação, existem alguns arquivos que não são movidos, tendo como exemplo, os arquivos relacionados à memória virtual. No entanto, essa simplificação acaba impedindo uma desfragmentação mais eficiente.